# Rina Klinar
Rina Klinar (r. Strmšek), slovenska novinarka in političarka, * 20. december 1952.
Med 21. junijem 1995 in 31. januarjem 1996 je bila ministrica za delo, družino in socialne zadeve Republike Slovenije.